# Lars Gunnar Erlandson
Lars Gunnar Erlandson, född 14 mars 1939 i Åseda i Sverige, är en svensk tidigare utrikeskorrespondent.

## Biografi
Lars Gunnar Erlandson föddes och växte upp i Åseda. Han arbetade som utrikeskorrespondent för Sveriges Radio från 1966 tills han gick i pension våren 2005. Som sådan har han blivit en av de mest namnkunniga experterna på utrikespolitik. Han har även utkommit med fyra böcker, Centralamerika : politiskt stormcentrum (Stockholm : Utrikespolitiska inst., 1984), Latinamerikansk öppning (Stockholm : Brevskolan, 1986), Mitt liv som röst - Trettio år i världen (Stockholm 2007, Carlssons) och Utrikeskorrespondenterna – från runsten till Twitter (Stockholm 2017, Carlsson Förlag).